# Francisco Rabal
Francisco "Paco" Rabal (Águilas, 8 maart 1926 - Bordeaux, 29 augustus 2001) was een Spaans acteur. Hij won in 1984 de prijs voor beste acteur op het filmfestival van Cannes voor zijn rol in Los santos inocentes, een prijs die hij deelde met Alfredo Landa, zijn tegenspeler in die film.
Francisco Rabal was getrouwd met actrice Asunción Balaguer van 1950 tot aan zijn dood in 2001. Samen hadden ze twee kinderen, de regisseur Benito Rabal en actrice Teresa Rabal. Hij was de grootvader van acteur Liberto Rabal en was ook de broer van acteur Damián Rabal. Francisco Rabal stierf op 75-jarige leeftijd aan de gevolgen van emfyseem. Hij overleed tijdens een vliegreis toen hij terugkeerde van een bezoek aan internationaal filmfestival van Montréal.

## Filmografie
- El crimen de Pepe Conde (1946)
- La pródiga (1946)
- Don Quijote de la Mancha (1947, niet op aftiteling)
- Revelación (1948)
- Alhucemas (1948, niet op aftiteling)
- La honradez de la cerradura (1950)
- María Antonia 'La Caramba' (1951)
- María Morena (1951)
- Duda (1951)
- Sor intrépida (1952)
- Luna de sangre (1952)
- Perseguidos (1952)
- Hay un camino a la derecha (1953)
- La guerra de Dios (1953)
- Murió hace quince años (1954)
- Todo es posible en Granada (1954)
- El beso de Judas (1954)
- Prigionieri del male (1955)
- La pícara molinera (1955)
- El canto del gallo (1955)
- Historias de la radio (1955)
- La gran mentira (1956)
- La grande strada azzurra (1957)
- Amanecer en Puerta Oscura (1957)
- Saranno uomini (1957)
- L'amore più bello (1957)
- Marisa la civetta (1957)
- Los clarines del miedo (1958)
- La noche y el alba (1958)
- La Gerusalemme liberata (1958)
- La venganza (1958, niet op aftiteling)
- Sonatas (1959)
- Llegaron dos hombres (1959)
- Nazarín (1959)
- Diez fusiles esperan (1959)
- Cavalcata selvaggia (1960)
- Trío de damas (1960)
- El hombre de la isla (1961)
- La mano en la trampa (1961)
- Viridiana (1961)
- A las cinco de la tarde (1961)
- La sed (1961)
- Azahares rojos (1961)
- Morte di un bandito (1961)
- I tromboni di Fra Diavolo (1962)
- Tiro al piccione (1962)
- Setenta veces siete (1962)
- L'eclisse (1962)
- Noche de verano (1962)
- Autopsia de un criminal (1963)
- La rimpatriata (1963)
- Mathias Sandorf (1963)
- L'autre femme (1964)
- Llanto por un bandido (1964)
- Le gros coup (1964)
- María Rosa (1965)
- Marie-Chantal contre le docteur Kha (1965)
- Das Vermächtnis des Inka (1965)
- Currito de la Cruz (1965)
- El diablo también llora (1965)
- Intimidad de los parques (1965)
- Camino del Rocío (1966)
- Hoy como ayer (1966)
- La Religieuse (1966)
- Cervantes (1967)
- Belle de jour (1967)
- I lunghi giorni della vendetta (1967)
- Le streghe (anthologiefilm, episode La strega bruciata viva) (1967)
- Oscuros sueños de agosto (1967)
- El 'Che' Guevara (1968)
- La battaglia d'Inghilterra (1969)
- Los desafíos (1969)
- Simón Bolívar (1969)
- Un adulterio decente (1969, niet op aftiteling)
- Sangre en el ruedo (1969)
- España otra vez (1969)
- Después del diluvio (1970)
- Cabezas cortadas (1970)
- Ann och Eve - de erotiska (1970)
- El apartamento de la tentación (1971)
- Goya, historia de una soledad (1971)
- Le soldat Laforêt (1971)
- La grande scrofa nera (1971)
- Nada menos que todo un hombre (1971)
- Laia (1972)
- Si può fare... amigo (1972)
- La colonna infame (1972)
- La guerrilla (1972)
- Il consigliori (1973)
- La otra imagen (1973)
- La leyenda del alcalde de Zalamea (1973)
- N.P. il segreto (1973)
- Tormento (1974)
- No es nada, mamá, sólo un juego (1974)
- Las melancólicas (1974)
- Il sorriso del grande tentatore (1974)
- La moglie giovane (1974)
- Attenti al buffone (1975)
- Las bodas de Blanca (1975)
- Faccia di spia (1975)
- Cacique Bandeira (1975)
- Metralleta 'Stein' (1975)
- Funerales de arena (1975)
- La peccatrice (1975)
- Il deserto dei Tartari (1976)
- Emilia... parada y fonda (1976)
- Las largas vacaciones del 36 (1976)
- Il prefetto di ferro (1977)
- Pianeta Venere (1977)
- Sorcerer (1977)
- Pensione paura (1977)
- Così come sei (1978)
- Io sono mia (1978)
- Corleone (1978)
- El buscón (1979)
- Ciao cialtroni! (1979)
- Sbirro, la tua legge è lenta... la mia... no! (1979)
- Il giorno dei cristalli (1979)
- Incubo sulla città contaminata (1980)
- Speed Driver (1980)
- Poliziotto, solitudine e rabbia (1980)
- Traficantes de pánico (1980)
- El gran secreto (1980)
- Buitres sobre la ciudad (1980)
- Reborn (1981)
- La colmena (1982)
- Victòria! 2: La disbauxa del 17 (1983)
- Victòria! La gran aventura d'un poble (1983)
- El tesoro de las cuatro coronas (1983)
- Un delitto (1984)
- Los zancos (1984)
- Los santos inocentes (1984)
- Sal gorda (1984)
- Victòria! 3: El seny i la rauxa (1984)
- Epílogo (1984)
- Una tarde (1984)
- Un complicato intrigo di donne, vicoli e delitti (1985)
- Escapada final (Scapegoat) (1985)
- La hora bruja (1985)
- Padre nuestro (1985)
- Los paraísos perdidos (1985)
- Marbella, un golpe de cinco estrellas (1985)
- La vieja música (1985)
- Luces de bohemia (1985)
- Futuro imperfecto (1985)
- Pasaron los días (1985)
- Un marinaio e mezzo (1985)
- La storia (1986)
- El disputado voto del señor Cayo (1986)
- Truhanes (1986)
- Tiempo de silencio (1986)
- El hermano bastardo de Dios (1986)
- Divinas palabras (1987)
- Il mistero del panino assassino (1987)
- El aire de un crimen (1988)
- A Time of Destiny (1988)
- Gallego (1988)
- La collina del diavolo (1988)
- La blanca paloma (1989)
- Barroco (1989)
- Torquemada (1989)
- ¡Átame! (1990)
- Manuel, le fils emprunté (1991)
- L'autre (1991)
- L'homme qui a perdu son ombre (1991)
- La taberna fantástica (1991)
- Sang et poussière (1992)
- Ni contigo ni sin ti (1992)
- La Lola se va a los puertos (1993)
- La mujer de tu vida 2: La mujer cualquiera (1994)
- El palomo cojo (1995)
- Les cent et une nuits de Simon Cinéma (1995)
- Felicidades Tovarich (1995)
- Así en el cielo como en la tierra (1995)
- Oedipo alcalde (1996)
- La novia de medianoche (1997)
- Pajarico (1997)
- Pequeños milagros (1997)
- Airbag (1997)
- Le jour et la nuit (1997)
- Talk of Angels (1998)
- El evangelio de las Maravillas (1998)
- En dag til i solen (1998)
- Goya en Burdeos (1999)
- Lorca, Santiago y seis poemas gallegos (1999)
- Divertimento (2000)
- Peixe-Lua (2000)
- La verdad si no miento (2000)
- Torero, fra sogno e realtà (2001)
- El sueño del caimán (2001)
- Dagon (2001)
- Alla rivoluzione sulla due cavalli (2001)
- ¿Tú qué harías por amor? (2001)
- Lázaro de Tormes (2001)
- Zero/infinito (2002)

## Televisieseries
- Estudio 1 (1966-1973)
- Cristóbal Colón (1968)
- Il giovane Garibaldi (1974)
- El teatro (1975)
- Fortunata y Jacinta (1980)
- Cervantes (1980)
- Teatro estudio (1981)
- La máscara negra (1982)
- Los desastres de la guerra (1983)
- Cuentos imposibles (1984)
- Teresa de Jesús (1984)
- La piovra 3 (1987)
- Sei delitti per padre Brown (1988)
- Juncal (1989)
- Truhanes (1993-1994)
- Una gloria nacional (1993)
- Los ladrones van a la oficina (1995-1996)
- De tal Paco tal astilla (1997)